# Parectopa grisella
Parectopa grisella är en fjärilsart som först beskrevs av Van Deventer 1904.  Parectopa grisella ingår i släktet Parectopa och familjen styltmalar. Inga underarter finns listade i Catalogue of Life.